# Sanguinarine
La sanguinarine est un alcaloïde naturel, moyennement toxique, que l'on trouve dans certaines plantes comme la sanguinaire du Canada.

## Utilisation pharmaceutique
Elle a été utilisée dans les dentifrices et bains de bouches pour son action antiseptique et ses effets sur la diminution de la plaque dentaire.

## Toxicité
Elle est susceptible de provoquer des dropsies. À dose élevée, cette substance cause des vomissements, des brûlures au niveau des muqueuses exposées, une sensation de faiblesse, des troubles cardiaques et visuels, et même la mort. 